# José Simón Escalona
José Simón Escalona Acosta, conocido como José Simón Escalona, nace el 17 de mayo de 1954 en Ciudad Bolívar, Venezuela. Es un productor, director y escritor venezolano. Conocido por ser fundador del Grupo Theja y miembro de la directiva de RCTV Producciones. También es conocido por haber escrito La loba herida (1992), Sirena (1993) y Llovizna (1997).

## Biografía
Es hermano de la actriz y modelo Nacarid Escalona y de la bailarina Angélica Escalona.
Estudió arquitectura en la Universidad Simón Bolívar y artes en el Instituto Pedagógico de Caracas. Su actividad artística como actor inicia en 1967 en el Grupo Theaomai bajo la dirección de Edgar Mejías, donde se forma con personalidades del ámbito teatral como Ligia Tapias y Manuel Rivas Lázaro. Luego se une a la Compañía Experimental de Ibrahim Guerra. En esa etapa trabaja con directores de teatro como Nicolás Curiel, Alberto Sánchez, Pedro J. Diaz, Ugo Ulive. También se forma en talleres con José Ignacio Cabrujas y Juan Carlos Gené.
Funda el Grupo Theja en 1973. Allí se desempeña como presidente y director principal. Perteneció a la junta directiva de Fundateneo Festival. También integró la directiva de la Fundación Teatro Teresa Carreño. Durante esa etapa, tuvo la responsabilidad de la dirección escénica en espectáculos de ópera en el Teatro Teresa Carreño de compositores como Carl Orff, Vincenzo Bellini y Giaccomo Puccini. Fue miembro principal del Consejo Nacional de Teatro y presidente fundador de la Compañía Regional de Teatro de Guayana.
Como director de teatro ha montado y producido espectáculos de distintos autores como Eurípides, Sófocles, Séneca, Jean Racine, Oscar Wilde, James Joyce, Edmond Rostand, Pedro Calderón de la Barca, Federico García Lorca, Edward Albee, Emilio Carballido, José Ignacio Cabrujas, Román Chalbaud y César Rengifo. Como escritor ha publicado cuentos y obras de teatro. Ha recibido reconocimientos nacionales e internacionales, entre los cuales cabe destacar los Premios Municipales de Teatro como escritor, director y productor con las obras: Salomé, otra pasión sin futuro (1981), Señoras (1984), Padre e hijo (1987), Ángeles y arcángeles (1988). Premio Gobernación de Caracas como personalidad (1990). Orden al mérito en el trabajo (1992), Orden de Andrés Bello (1993), en su primera clase. Orden Buen Ciudadano del Concejo Municipal de Caracas (1997). Medalla Centenaria de la Prefectura de Caracas (1998). Orden al mérito en el trabajo en su Primera Clase (1999). Premio Asociación de Cronistas del Espectáculo (Nueva York, 1999). Varios Premios Nacional del Artista. Su obra Jav y Jos (1984) se presentó en el Eugene O’Neill Theater Center de los Estados Unidos, bajo la dirección de Xiomara Moreno, convirtiéndose en el primer autor de habla hispana representado en dicha institución cultural. Ha representado a Venezuela en el Festival Teatro del Mundo en Alemania, Estados Unidos., Colombia, Brasil, España, Egipto, y Portugal. En 2001 recibió el Premio William H. Phelps de la organización Empresas 1BC (RCTV).
En televisión integró el equipo de escritores de Radio Caracas Televisión (RCTV) desde 1978 a 1983, trabajando con autores como José Ignacio Cabrujas, Salvador Garmendia, Manuel Muñoz Rico, Julio César Mármol, Pilar Romero e Ibsen Martínez. También, desarrolló novelas de su propia autoría como La hija de nadie, Cándida, Quiero ser, y Es por amor. Desde 1983 hasta 1986 trabaja para Telemundo Puerto Rico en novelas como Viernes Social, Mili, De qué color es el amor, Cuando vuelvas, Coralito, Apartamento de Solteras y Tanairí. En 1986 escribe para Venevisión sus novelas Los Donatti. En 1989 ingresa a la productora Marte Televisión, donde escribe telenovelas como La loba herida, Sirena y Llovizna. Posteriormente ocupa el cargo de presidente ejecutivo de la compañía hasta diciembre de 1997. Desde 1998 hasta 2010 se desempeña como Vicepresidente de Producción de Dramáticos, Humor y Variedades en RCTV.
En 2011 crea el programa de variedades Vitrina en Construcción y la telenovela Nacer Contigo, de su propia autoría, para Televen de Venezuela. En 2013 con su productora independiente Épica Televisión produce su película El hijo de mi marido. Luego, en 2015 regresa a RCTV produciendo novelas como Piel salvaje, Corazón traicionado y Ellas aman, ellos mienten. Actualmente, continúa con su trabajo en la industria televisiva. Sus trabajos más recientes son la serie Eneamiga; y su serie coproducida con RCTV: Almas en pena en Amazon Prime Video para Latinoamérica y para México en Tubi TV.

## Publicaciones
| Título                       | Año  | Género | Editorial | País      |
| ---------------------------- | ---- | ------ | --------- | --------- |
| Cuatro Esquinas              | 1990 | Teatro | AVEPROTE  | Venezuela |
| Señoras / Padre e hijo       | 1991 | Teatro | FUNDARTE. | Venezuela |
| El teatro de Escalona        | 1992 | Teatro | POMAIRE   | Venezuela |
| Todo Corazón                 | 1995 | Teatro | POMAIRE   | Venezuela |
| Amargo de Angostura          | 1999 | Novela | PANAPO    | Venezuela |
| Trilogía José Simón Escalona | 2010 | Teatro | Theja     | Venezuela |
| Cuentos de muchachos         | 2016 | Cuento | Melvin    | Venezuela |

## Teatro

### Dramaturgia
| Obra                          | Año  |
| ----------------------------- | ---- |
| El último grito de las ánimas | 1975 |
| Cuatro esquinas               | 1979 |
| Marylin, la última pasión     | 1983 |
| Jav y Jos                     | 1984 |
| Padre e hijo                  | 1987 |
| Ángeles y arcángeles          | 1988 |
| De todo corazón               | 1995 |
| De todos modos                | 2001 |
| De todos todas                | 2007 |
| Ejecutivas                    | 2009 |
| Alza'o                        | 2013 |
| Rumberas                      | 2014 |

| Versión                         | Año  | Obra original                                       |
| ------------------------------- | ---- | --------------------------------------------------- |
| Calígula, una pasión sin futuro | 1981 | Calígula de Albert Camus                            |
| Salomé, otra pasión sin futuro  | 1982 | Salomé de Oscar Wilde                               |
| El príncipe constante           | 1992 | El príncipe constante de Pedro Calderón de la Barca |
| Hipólito Velado                 | 2000 | Eurípides, Séneca y Racine                          |
| El público                      | 2002 | Federico García Loca                                |
| Prometeo encadenado             | 2004 | Esquilo                                             |
| La celestina                    | 2007 | Fernando de Rojas                                   |
| La divina comedia               | 2009 | Dante Aliguieri                                     |
| El rey Lear                     | 2010 | William Shakespeare                                 |

| Obra                                                               | Año  | Autor                                 |
| ------------------------------------------------------------------ | ---- | ------------------------------------- |
| Hermes Bifronte, sobre la vida de Luigi Pirandello                 | 1984 | Escalona-Vidal-Restifo-Moreno         |
| A María Queras todos la llaman Mary                                | 1999 | José Simón Escalona y Rosalio Inojosa |
| Tipo Tipas: La diva Sor Rita La viuda La culomántica La licenciada | 2014 | José Simón Escalona                   |
| Burdel                                                             | 2016 | José Simón Escalona                   |
| Raros                                                              | 2017 | José Simón Escalona                   |
| Felizmente casados                                                 | 2018 | José Simón Escalona                   |
| Pelea de casados                                                   | 2019 | José Simón Escalona                   |
| Belleza sobre los diálogos de Platón                               | 2019 | José Simón Escalona                   |

| Año  | Obra                                                        |
| ---- | ----------------------------------------------------------- |
| 1982 | Aladino y la lámpara maravillosa sobre Las mil y una noches |
| 1989 | El príncipe feliz sobre la obra de Oscar Wilde              |
| 2015 | Preciosas ridículas sobre la obra de Molliere               |
| 2016 | La bruja tonta                                              |
| 2017 | Cuento de Navidad sobre la obra de Charles Dickens          |
| 2018 | Furiosa sobre La fierecilla domada de William Shakespeare   |

## Televisión
Siendo el vicepresidente de Producción de Dramáticos, Humor y Variedades en RCTV produjo 42 telenovelas, entre las que destacan: Mariú de Julio César Mármol (2000); Mis tres hermanas de Perla Farías (2000); Angélica Pecado de Martín Hahn (2000); Juana la Virgen de Perla Farías (2002); La mujer de Judas de Martín Hahn (2002); Trapos Íntimos de Valentina Párraga (2002); Mi gorda bella de Carolina Espada y Rossana Negrín (2002); Estrambótica Anastasia de Martin Hahn (2004); Amantes de Luis Colmenares (2005); El Desprecio de Julio César Mármol y Ana Carolina López (2006); Mi prima Ciela de Pilar Romero (2007); Toda una dama de José Ignacio Cabrujas en versión de Iris Dubs (2007); La Trepadora de Rómulo Gallegos, en versión de Ricardo Hernández Anzola (2008); Calle Luna, Calle Sol de José Vicente Quintana (2008); Nadie me dirá cómo Quererte de Martin Hahn (2009); Libres como el Viento de Pilar Romero (2010); Que el cielo me explique de Cristina Policastro (2010). 
También encabezó la producción de películas para televisión y programas de humor como Radio Rochela, Conserjes, Doctor G y las mujeres, Emilio punto Combo y Esto es lo que hay. Programas de concursos como ¿Quién quiere ser Millonario? y La pareja dispareja. Programas de reality como Ají Picante y Loco Video Loco. Programas de revistas de Farándula como: De Boca en Boca, Cita con las estrellas, La magia del amor y Homenaje a los grandes de la televisión. Programas musicales como Noche de estrenos.
En 2011 crea el programa de variedades Vitrina en Construcción y la telenovela Nacer Contigo, de su propia autoría, para Televen de Venezuela. En 2012 trabaja como productor de la telenovela Dulce Amargo, en una coproducción de Televen, Cadenatres y Telemundo. En 2015 produce novelas en RCTV como Piel salvaje, Corazón traicionado y Ellas aman, ellos mienten. En 2019 inicia la serie Eneamiga con 5 temporadas de 12 capítulos; y en 2020 coproduce con RCTV su serie Almas en pena en Amazon Prime Video para Latinoamérica y para México en Tubi TV.

## Cine
| Año  | Título                        | Director            | Cargo                           |
| ---- | ----------------------------- | ------------------- | ------------------------------- |
| 1972 | Cuando quiero llorar no lloro | Mauricio Walerstein | Figurante                       |
| 1978 | El rebaño de Los Ángeles      | Roman Chalbaud      | Actor                           |
| 1978 | Juan Topocho                  | César Bolívar       | Asistente de producción         |
| 1979 | Bodas de papel                | Roman Chalbaud      | Actor                           |
| 1982 | Menudo: la película           | Alfredo Anzola      | Guionista                       |
| 1984 | Homicidio culposo             | César Bolívar       | Actor                           |
| 2013 | El hijo de mi marido          | José Simón Escalona | Director, guionista y productor |